# Андреа ди Никколо
Андреа ди Никколо, или Андреа ди Никколо ди Джакомо (итал. Andrea di Niccolo; ок. 1440, Сиена — 1514, Сиена) — итальянский художник, сиенская школа.
Андреа ди Никколо является сиенским художником, так сказать, второго ряда. Точная дата его рождения неизвестна. В сиенских архивных документах Андреа ди Никколо фигурирует с 1462 по 1514 год. В документах сообщается, что в 1469 году он женился на Анжелике ди Франческо ди Микеле, в 1470 году вместе с Джованни ди Паоло производил некие работы в госпитале Санта-Мария делла Скала в Сиене, и в том же году работал над созданием табернакля для Ораторио делла Кампанья ди Сан-Бернардино. В 1477 году он расписал помещение этого Ораторио фресками со сценами из жизни Св. Лючии, а в феврале 1509 года выступал свидетелем по делу некоего Нероччо ди Бенедетто.
Художник работал исключительно в Сиене и городках, окружающих её, создавая для местных церквей алтарные образы и изображения мадонн, поэтому широкой известности за пределами сиенского региона не имел. Бернард Бернсон считал, что Андреа был учеником Веккьетты. В своём творчестве художник объединил технические приёмы, ведущие своё начало от Веккьетты и развитые в период сиенского Ренессанса (изображение архитектуры и элементы построения перспективы), с нервным драматизмом, присущим некоторым творениям Маттео ди Джованни. В позднем творчестве Андреа можно видеть влияние иногородних художников, приехавших работать в Сиену — Пинтуриккьо и Перуджино.
В сиенской Пинакотеке хранится его картина «Мадонна с младенцем и четырьмя святыми» имеющая подпись и дату (1500 год). Его кисти приписывается ещё несколько типичных сиенских «мадонн со святыми», хранящихся в частных коллекциях. Одно из самых известных его произведений находится в приходской церкви Санта Мария Ассунта в небольшом поселке Казоле д’Эльза недалеко от Сиены. Это алтарный образ с арковидным пинаклем и пределлой, написанный художником в 1498 году. На нём стоит подпись Андреа. В верхней части он изобразил «Избиение младенцев», явно навеянное работами Маттео ди Джованни, а в средней части «Мадонну с младенцем, св. Петром, Бернардином, Сигизмундом и Себастьяном».
Тематика произведений Андреа ди Никколо была практически полностью религиозной — «Распятие» (1502 год, Сиена, Пинакотека), «Мадонна с младенцем Иоанном Крестителем и св. Иеронимом» (Сиена, Окружной музей религиозного искусства), «Мадонна с младенцем ангелами и святыми» (1504 год, Музей искусства, Цинциннати, США), «Мадонна с младенцем и святыми» (1510 год, Сиена, ц. Санта-Мустьола делле Розе), «Месса Григория» (Париж, коллекция Бонна).
Вряд ли можно считать исключением из этого правила и две картины из собрания коммерческой галереи Уайлденстайн и Ко., на которых изображены аллегорические фигуры «Веры» и «Милосердия». Очевидно, это была серия, состоящая из трёх частей (третья картина, изображающая «Надежду», хранится в частном собрании в Англии). Подобные серии с изображением аллегорических фигур, символизирующих человеческие добродетели, во 2-й половине XV века стали очень популярными. Предназначение этой серии не совсем ясно; специалисты предполагают, что она, возможно, была создана для украшения ризницы.
Последней работой художника были фрески в церкви Санта-Мария-а-Пьянтасала в небольшом городке Кашьяно-ди-Муро под Сиеной, созданные в 1514 году.